# 気仙沼鹿折インターチェンジ
気仙沼鹿折インターチェンジ（けせんぬまししおりインターチェンジ）は、宮城県気仙沼市にある三陸沿岸道路（気仙沼道路）のインターチェンジである。宮古方面出入口のみのハーフIC。

## 道路

### 本線
- E45 三陸沿岸道路（気仙沼道路・27番）

### 接続する道路
- 宮城県道26号気仙沼唐桑線
- 宮城県道218号大島浪板線

## 歴史
- 2021年（令和3年）
  - 1月29日 : IC名称が「気仙沼北IC（仮称）」から「気仙沼鹿折IC」に正式決定[1]。
  - 3月6日 : 気仙沼港IC - 唐桑半島IC間開通に伴い、供用開始[1]。

## 料金所
無料区間のため設置されていない。

## 隣
E45 三陸沿岸道路（気仙沼道路）
(26) 浦島大島IC - (27) 気仙沼鹿折IC - (28) 唐桑半島IC